# Josh Willingham
Joshua David Willingham (Florence, 17 febbraio 1979) è un giocatore di baseball statunitense.
Nella stagione 2012, gioca nel ruolo di esterno sinistro per la squadra dei Minnesota Twins. Nel corso della sua carriera ha vestito anche le maglie dei Florida Marlins, Washington Nationals e Oakland Athletics.

## High School e College
Stato dell'Alabama, città di Florence, Josh gioca a Baseball e a Basket presso la Mars Hill Bible School.
Successivamente frequenta il college North Alabama dove inizia a farsi notare dai vari scout della MLB. Tra il 1999 e il 2000, alla fine della sua carriera collegiale vince due, Baseball Coaches Awards.

## Gli inizi
Scelto dai Florida Marlins al 17º draft della Major League Baseball 2000, dopo un inizio con i Florida Marlins, nel 2009 passa nelle file dei Washington Nationals.
Con i Nationals si è distinto soprattutto come ottimo tiratore chiudendo la stagione 2009 con 24 fuoricampo e nel 2010 con 16 fuoricampo totali.

## Oakland Athletics
Il 16 dicembre 2010, dopo 2 stagioni a Washington passa a giocare con gli Oakland Athletics con il lanciatore Henry Rodríguez e l'outfielder Corey Brown.
Nella stagione 2011 con gli Athletics Josh chiude la sua migliore stagione in carriera eccezion fatta per la media battuta di 0,246, la più bassa della sua carriera di giocatore professionista, mentre registra il proprio record personale in fuoricampo, ben 29, e RBI, 98. A fine stagione viene stato premiato con il Catfish Hunter Award, come miglior giocatore della squadra.

## Minnesota Twins
Il 15 dicembre 2011 firma, con i Minnesota Twins, un contratto triennale dal valore di $ 21 milioni di dollari con. Tra il 9 ed il 15 aprile 2011 viene premiato come, Player of the Week registrando in quel periodo un 10/22 alla battuta con 3 fuoricampo e 4 RBI in 3 partite consecutive ottenendo un successo in ogni singolo gioco.
Il 29 maggio 2012 Josh ha colpito un 3 Runs Walk-Off Homer's contro la sua ex squadra degli Oakland Athletics. Attualmente ha inizio mese di giugno Josh ha giocato 53 partite con 11 fuoricampo, 39 RBI e una media alla battuta di 0,286.

## Personale
Josh è sposata con la fidanzata del liceo Ginger Jaynes Willingham con la quale ha avuto tre figli di nome, Rhett, Ryder e Rogan. Josh e sua moglie hanno iniziato a creare una fondazione filantropica in onore del suo fratello minore, Jon Willingham deceduto in un incidente d'auto nel 2009.